# La explosión de 10.000 años
La explosión de 10.000 años: Cómo la civilización aceleró la evolución humana es un libro de 2009 de los antropólogos Gregory Cochran y Henry Harpending. Comenzando con su propia visión de la sabiduría convencional que pretende que el proceso evolutivo se detuvo cuando aparecieron los humanos modernos, los autores explican las bases genéticas de su opinión de que la evolución humana se está acelerando, lo que ilustran con algunos ejemplos.
En Evolutionary Psychology, Gorelik y Shackelford escribieron que el libro ofrece novedosas y valiosas respuestas sobre la evolución reciente.  Otros críticos consideraron que, si bien el libro planteaba cuestiones valiosas, algunos supuestos también se basaban en opiniones desacreditadas. Se le ha criticado por la sobresimplificación de la historia, por no permitir hacer predicciones sobre la futura evolución humana y por la reificación del racismo.

## Tesis del libro
Cochran y Harpending se plantearon la idea de que el desarrollo de la agricultura ha causado un enorme aumento en la tasa de evolución humana, incluidas numerosas adaptaciones evolutivas a los diferentes desafíos y estilos de vida que resultaron. Además, argumentan que estas adaptaciones han variado entre las diferentes poblaciones humanas, dependiendo de factores tales como el momento en que los diversos grupos desarrollaron la agricultura, y la medida en que se mezclaron genéticamente con otros grupos de población.
Dichos cambios, argumentan, incluyen no solo adaptaciones físicas y biológicas bien conocidas como el color de la piel, la resistencia a las enfermedades y la tolerancia a la lactosa, sino también las adaptaciones cognitivas y de personalidad que están comenzando a emerger de la investigación genética. Estas pueden incluir tendencias hacia (por ejemplo) una fuerza física reducida, una planificación mejorada a largo plazo o aumento de la docilidad, todo lo cual puede haber sido contraproducente en sociedades de cazadores-recolectores, pero se convierte en adaptaciones preferidas en un mundo de agricultura, comercio, gobierno y urbanización. 
Estas adaptaciones son aún más importantes en el mundo moderno y han ayudado a dar forma a los estados nacionales de hoy en día. Los autores especulan que las revoluciones científicas e industriales se produjeron en parte debido a los cambios genéticos en Europa durante el último milenio, cuya ausencia había limitado el progreso de la ciencia en la antigua Grecia. Los autores sugieren que esperaríamos ver menos cambios adaptativos entre los amerindios y los africanos subsaharianos, que han cultivado durante los períodos más breves y fueron aislados genéticamente de las civilizaciones más antiguas por barreras geográficas. En grupos que habían seguido siendo forrajeadores, como los aborígenes australianos, presumiblemente no habría tales adaptaciones en absoluto. Esto puede explicar por qué los australianos indígenas y muchos nativos americanos tienen problemas de salud característicos cuando se exponen a las dietas occidentales modernas. Del mismo modo, los amerindios, aborígenes y polinesios, por ejemplo, habían experimentado muy pocas enfermedades infecciosas. No habían desarrollado inmunidades como lo hicieron muchos habitantes del Viejo Mundo, y fueron diezmados al entrar en contacto con el resto del mundo.
La tesis principal del libro es que la civilización humana aumentó la tasa de evolución. Los autores comienzan su argumentación proporcionando dos citas que sienten que retratan la sabiduría convencional sobre este tema. Primero, citan a Ernst Mayr afirmando en 1963: "Algo debe haber sucedido para debilitar drásticamente la presión selectiva. No podemos evitar la conclusión de que la evolución del hombre hacia la humanidad repentinamente se detuvo". En segundo lugar citan a Stephen J. Gould afirmando en el año 2000: "No ha habido cambios biológicos en los humanos en 40.000 o 50.000 años. Todo lo que llamamos cultura y civilización lo hemos construido con el mismo cuerpo y cerebro".
Esto se había convertido en el punto de vista establecido: cuando aparecieron los humanos modernos, la evolución ya había terminado. La sabiduría recibida se basa en la doctrina de que las mentes humanas son las mismas en todas partes: la Unidad psíquica de la humanidad de Bastian. Lamentablemente, los autores encuentran, esto no son más que ilusiones. Si fuera cierto, los cuerpos humanos también serían los mismos en todo el mundo, lo que claramente no es así. Los finlandeses no pueden confundirse con los zulúes, ni zulúes con fines finlandeses. No solo hay razones poderosas para creer que una evolución humana significativa es teóricamente posible, o incluso probable; es completamente obvio que ha tenido lugar, ya que las personas son diferentes entre sí.

### Neandertales
Wolpoff escribe que Cochran y Harpending continúan refutando la sabiduría convencional en su discusión sobre los neandertales. Para que la selección natural tenga una posibilidad, argumentan, es necesario que haya mutaciones favorables, o combinaciones favorables de alelos existentes, como genes para ojos azules o piel pálida. Cochran y Harpending se concentran en la revolución agrícola neolítica como el comienzo de grandes expansiones de población que proporcionaron suficientes mutaciones para acelerar el cambio genético. Las enfermedades infecciosas fueron otra consecuencia de las poblaciones urbanas tempranas y pronto se convirtieron en una nueva fuente de presiones selectivas. Los orígenes de muchos genes recientemente adaptados se han rastreado hasta este período, creando efectos tales como las diferencias regionales en el color de la piel y la gravedad esquelética. Las adaptaciones pueden haber sacrificado la fuerza muscular a una mayor inteligencia y comportamientos humanos menos agresivos. Hace 5.000 años, los autores estiman que los alelos adaptativos comenzaron a existir a un ritmo aproximadamente 100 veces más rápido que durante el Pleistoceno. Esta es la '' explosión '' del título del libro.
La investigación citada por Cochran y Harpending evidencia la mezcla genética entre humanos modernos y un antiguo linaje Homo, como los neandertales. Es compatible con la idea de que los humanos modernos podrían haberse beneficiado adquiriendo alelos adaptativos desarrollados por nuestros parientes neandertales, en este caso, la microcefalina, un alelo adaptativo asociado con el desarrollo cerebral. La microcefalina (MCPH1) regula el tamaño del cerebro y ha evolucionado bajo una fuerte selección positiva en el linaje evolutivo humano. Una variante genética de la microcefalina, que surgió hace unos 37.000 años, aumentó su frecuencia en los humanos modernos con demasiada rapidez para ser compatible con la deriva genética neutra. A medida que los humanos anatómicamente modernos emergían de África y se diseminaban por todo el mundo, las poblaciones Homo "indígenas" que encontraron ya habían habitado sus respectivas regiones durante largos períodos de tiempo y podrían haberse adaptado mejor a los entornos locales que los colonizadores. De esto se deduce que los humanos modernos, aunque probablemente superiores a su manera, podrían haberse beneficiado de los alelos adaptativos obtenidos al cruzarse con las poblaciones que reemplazaron, como parece ser el caso de la microcefalina, el gen determinante del tamaño del cerebro.

### Agricultura
La agricultura, que, según los autores, produce de 10 a 100 veces más calorías por hectárea que la búsqueda de alimento, llevó esta tendencia aún más lejos. Durante el período de 10.000 aC a 1 dC, la población mundial se multiplicó por cien, las estimaciones oscilan entre 40 y 170 veces. Una tasa acelerada de evolución es un resultado directo de la población humana más grande. Más personas tendrán más mutaciones, lo que aumentará las oportunidades para el cambio evolutivo en la selección natural. La propagación de poblaciones en rápida expansión finalmente superó la propagación de mutaciones favorables bajo selección en esas poblaciones, por lo que, por primera vez en la historia humana, las mutaciones favorables no pudieron dispersarse por completo en toda la especie humana. Además, por supuesto, las presiones de selección cambiaron una vez que se adoptó la agricultura, favoreciendo adaptaciones distintivas en diferentes áreas geográficas.
La agricultura, en lugar de solo la reducción de la luz solar, puede haber ayudado a provocar la piel pálida en los europeos. En un estudio de 2007, casi todos los africanos y asiáticos orientales tienen un alelo del gen SLC24A5, mientras que el 98% de los europeos estudiados tenían el otro. Estos datos sugieren que un barrido selectivo ocurrió hace tan solo de 5.300 a 6.000 años, reemplazando las pieles más oscuras con pieles claras a una velocidad asombrosa. Implica que los europeos habían sido de piel oscura durante decenas de miles de años. Varias décadas atrás, Cavalli-Sforza de la Universidad de Stanford había argumentado que los cazadores-recolectores europeos, los pastores y los pescadores podrían haber sobrevivido solo por el contenido de vitamina D de su dieta. Sólo cuando la agricultura se afianzó, los europeos, reemplazando la carne y el pescado por granos, necesitan absorber más luz solar para producir vitamina D en su piel. Otros escritores, incluidos Darwin, Miller, y Dawkins, han propuesto que los cambios en el color de la piel fueron impulsados por la selección sexual. Cochran y Harpending rechazan la idea de la selección sexual cuando se utiliza para implicar que la raza no es más profunda que la piel ("tal vez poco más que una moda pasajera"), señalando que los expertos pueden determinar fácilmente la raza a partir de la evidencia esquelética.

### Flujo de genes
Aproximadamente a la mitad del libro, Cochran y Harpending hacen una pausa para considerar dos formas diferentes de ver la información que se encuentra en las variantes genéticas. Los investigadores comúnmente los ven simplemente como marcadores de la migración humana, ignorando sus funciones. Los autores apoyan tal investigación, pero abogan por una comprensión más completa de las distribuciones geográficas de los genes. Cuando el análisis geográfico habitual trata la distribución de genes como un efecto de la historia, en opinión de los autores, los genes mismos son una causa importante: dos variantes en el mismo gen no necesariamente tienen el mismo efecto y sus beneficios relativos y selectivos controlarán la propagación de los genes a través de las poblaciones tanto en el espacio como en el tiempo.

### Extensiones
Desde esa plataforma, los autores discuten ideas que van desde los posibles orígenes de la leyenda artúrica en Gran Bretaña hasta la colonización española de las Américas. Otros han intentado esto, por ejemplo en Guns, Germs, and Steel de Jared Diamond. Pero, según Kelleher, Cochran y Harpending son mejores que Diamond. Continúa afirmando que cuando Diamond se contentaba con el determinismo ambiental, a veces oponiéndose a los roles de la biología humana y las diferencias de población, Cochran y Harpending los abrazan a ambos. Su discusión sobre el flujo de genes se convierte en el núcleo de un argumento para que la biología sea central en la historia y el telón de fondo de las dos principales hipótesis del libro.
El primero busca resolver un debate de larga data en la lingüística histórica al defender la hipótesis de los kurganes sobre los orígenes del grupo lingüístico indoeuropeo. La teoría de los kurganes sostiene que los hablantes indoeuropeos vinieron de tierras entre los mares Negro y Caspio antes de extender su lengua mediante la conquista. Los autores sugieren que la producción lechera y una adaptación complementaria, la capacidad de digerir la lactosa en la adultez, están detrás de sus conquistas. Con una fuente ambulante de alimentos, los guerreros que beben leche derrotaron a sus vecinos que cultivan plantas. Beber leche, de vacas, caballos o camellos, es un comportamiento compartido por muchos de los pueblos conquistadores más grandes de la historia, ya sean kurganes, escitas, árabes o mongoles. Sin una evolución continua, la capacidad de digerir la leche nunca pudo haber surgido. De hecho, lo ha hecho varias veces, de diferentes maneras, en varios lugares, y ha ayudado a formar la historia humana. Kelleher comenta que el argumento de los autores hace que sea difícil imaginar el idioma en el que se habría escrito su libro, si no fuera por la capacidad de digerir la leche.

### Judíos asquenazíes
El segundo argumento principal, que ocupa el último capítulo, se propone explicar por qué los judíos asquenazíes tienen un cociente intelectual medio mucho mayor que el de la población en general. Este argumento había sido publicado previamente en un artículo anterior que atrajo una amplia cobertura mediática, lo que generó amplias críticas y elogios. Este último capítulo antes de la conclusión del libro ha sido descrito como «una historia biológica consistente, exhaustiva, o quizás, mejor, una hipótesis biológica consistente de una historia específica».
En «Historia natural de la inteligencia asquenazí», el artículo citado de 2005, Cochran, Hardy y Harpending plantean la conjetura de que las condiciones únicas bajo las cuales vivían los judíos asquenazíes en la Europa medieval seleccionaron la producción de alta inteligencia verbal y matemática pero no espacial. Su trabajo tiene cuatro premisas principales:
1. Los judíos asquenazíes de hoy tienen un cociente intelectual matemático y verbal promedio más alto y un perfil cognitivo inusual en comparación con otros grupos étnicos, incluidos los judíos sefardíes y orientales.
2. Desde aproximadamente el año 800 al 1650 dC, los judíos asquenazíes en Europa eran un grupo genético principalmente aislado. Cuando los judíos asquenazíes se casaron con no judíos, generalmente abandonaron la comunidad judía; pocos no judíos se casaron en la comunidad judía.
3. Durante el mismo período, las leyes prohibieron a los judíos asquenazíes la mayoría de los trabajos, incluidas la agricultura y la artesanía, y los obligaron a ingresar en las finanzas, la administración y el comercio internacional. Los judíos ricos tenían muchos más hijos por familia que los judíos pobres. Por lo tanto, se favorecieron los genes de los rasgos cognitivos, como el talento verbal y matemático, que hacen que una persona tenga éxito en los pocos campos donde los judíos podrían trabajar; los genes para los rasgos irrelevantes, como las capacidades espaciales y visuales, fueron respaldados por una presión menos selectiva que en la población general.
4. Los judíos asquenazíes de hoy padecen una serie de enfermedades congénitas y mutaciones a un ritmo mayor que la mayoría de los otros grupos étnicos; estas incluyen la enfermedad de Tay-Sachs, la enfermedad de Gaucher, el síndrome de Bloom y la anemia de Fanconi, y mutaciones en BRCA1 y BRCA2. Los efectos de estas mutaciones se agrupan en solo unas pocas rutas metabólicas, lo que sugiere que surgen de la presión selectiva más que de la deriva genética. Un grupo de estas enfermedades afecta el almacenamiento de esfingolípidos, un efecto secundario del cual es el aumento del crecimiento de axones y dendritas. Se ha encontrado que al menos una de las enfermedades en este grupo, la distonía de torsión, se correlaciona con un cociente intelectual alto. Otro grupo altera la reparación del ADN, un tipo de mutación extremadamente peligrosa que es letal en homocigotos. Los autores especulan que estas mutaciones brindan un beneficio cognitivo a los heterocigotos al reducir las inhibiciones del crecimiento neuronal, un beneficio que no superaría sus altos costos, excepto en un entorno en el que fue fuertemente recompensado.